# SBB RABDe 12/12
RABDe 12/12 ist die Typenbezeichnung einer Serie dreiteiliger Triebzüge der Schweizerischen Bundesbahnen (SBB), die 1967 in Betrieb genommen wurden. Die Beschaffung der 20 Triebzüge erfolgte im Hinblick auf die Einführung des Halbstundentakts auf der rechtsufrigen Zürichseebahn (Zürich–Meilen–Rapperswil SG), um den knappen Fahrplan an der sogenannten Goldküste einhalten zu können. Die Züge hatten ursprünglich – bei den SBB eine Ausnahme – eine weinrote Farbgebung und erhielten aufgrund ihres Einsatzes an der Goldküste den Übernamen «Goldküstenexpress»; ebenfalls verbreitet war der Übername «Mirage».
Die Züge erreichten bis zu 125 km/h und bestanden aus zwei Zweite-Klasse-Endwagen sowie einem Zwischenwagen mit erster Klasse und einem Gepäckabteil. Mit der Einführung der S-Bahn Zürich wurden sie von den neuen Doppelstock-Pendelzügen (DPZ) auf andere Linien verdrängt. Die in den 1990er Jahren modernisierten Züge schieden auf Ende 2008 aus dem regulären Betrieb aus und dienten zunächst noch als Reserve. Mitte 2010 wurde der letzte Mirage verschrottet.

## Betrieb
Die RABDe 12/12 waren mit beidseitigen automatischen GF-Kupplungen ausgerüstet, um rationellen Betrieb zu gewährleisten. Die drei Fahrzeuge einer Einheit waren untereinander kurzgekuppelt und konnten im Normalbetrieb nicht getrennt werden. Weil das Sitzplatzangebot einer Einheit normalerweise nicht ausreichte, waren meist Doppeltraktionen im Einsatz; die Vielfachsteuerung ermöglichte das Kuppeln von vier Einheiten.
Die Züge fuhren ab 1969 in einem starren Fahrplan alle 30 Minuten auf der rechtsufrigen Zürichseebahn. Für die Strecke von Zürich nach Rapperswil und umgekehrt hatten sie eine Fahrzeit von je 48 Minuten. Es waren dafür vier Umläufe mit bis zu vier Einheiten notwendig. Bei der Einführung des starren Fahrplans 1969 waren von den insgesamt 20 Einheiten dieser Fahrzeugserie 16 auf dieser Strecke fest verplant.

## Unfälle/Umzeichnungen/Umbauten
Von den 20 Kompositionen wurden 1971 bei zwei Unfällen innert zwei Monaten insgesamt vier Kompositionen schwer beschädigt. In Herrliberg kollidierten die Triebzüge 1119 und 1109, in Uerikon traf es die Triebzüge 1117 und 1113. Jede Kollision zog jeweils zwei Endwagen und einen Mittelwagen so schwer in Mitleidenschaft, dass die Wagen dem Abbruch zugeführt wurden. Aus den intakten Teilen und zwei unbeteiligten Kompositionen (1106 und 1111) wurden vier Triebzüge neu zusammengestellt. Dadurch entstanden die «neuen» Triebzüge 1109II und 1113II, während der Triebzug 1120 in 1117II umgezeichnet wurde. Aus dem überzähligen noch verwendbaren Mittelwagen wurde durch die Hauptwerkstätte Zürich ein Fahrleitungsbeobachtungswagen hergerichtet, welcher 1980 in Betrieb genommen wurde.
Nach 30 Betriebsjahren wurden die verbliebenen 18 Triebzüge (1101–1118) ab 1996 einer Totalrevision (R4) unterzogen und gemäss dem neuen Nummernschema als RABDe 510 000 – 510 017 beschriftet. Auffälligste Änderung an den RABDe 510 war die Neulackierung gemäss dem damaligen Farbschema für Regionalfahrzeuge (hellgrau/blau), welches die SBB seit den NPZ («Kolibri») verwendeten. Die Fahrzeuge erhielten bei der Modernisierung gelbe Aussenschwingtüren, analog den NPZ.

## Kuriositäten
Die Säule in der Mitte der mittleren Einstiegsplattformen der beiden Endwagen diente nicht primär als Haltegriff für Fahrgäste, sondern führte die Fahrleitungsspannung von 15 kV von der Dachausrüstung mit Stromabnehmer und Hauptschalter zur Hochspannungstechnik unter dem Wagenboden. Bemerkenswert ist auch der Umstand, dass alle Achsen dieser Einheiten angetrieben waren, was bei Regionalzügen unüblich ist. Diese Tatsache zusammen mit der hohen Leistung verliehen diesen Triebzügen ein sehr hohes Beschleunigungsvermögen, was ihnen den Spitznamen «Mirage» einbrachte (nach dem Dassault-Mirage-Jagdflugzeug, welches von der Schweizer Armee zeitgleich beschafft wurde). Für Eisenbahnfans war früher interessant, dass sie zusammen mit den BDe-4/4- und RBe 4/4-Triebwagen zu jenen SBB-Fahrzeugen gehörten, bei denen der Fahrgast dem Lokomotivführer über die Schulter schauen und mit seinem Einverständnis im Führerstand mitfahren konnten; seit dem Umbau R4 galt der Führerstand jedoch als separater Raum, und das Betreten wurde somit verboten. Eine weitere Kuriosität waren die speziell für diesen Fahrzeugtyp beschafften Routentafeln in Blau mit weisser Schrift.
Die Front der letzten Komposition wurde vor dem Abbruch gerettet und vor dem Lokdepot Koblenz des Verein Depot und Schienenfahrzeuge Koblenz aufgestellt.

## Einsatz
Während die meisten Fahrzeuge der SBB bis in die 1980er Jahre eine tannengrüne Farbgebung hatten, prägten die RABDe 12/12 mit ihrer dunkelroten Farbe das Erscheinungsbild der rechtsufrigen Zürichseebahn. Gelegentlich waren sie auch am linken Ufer des Zürichsees, im sanktgallischen Linthgebiet und im Glarnerland anzutreffen. Während einiger Fahrplanperioden in den 1970er und 1980er Jahren verkehrte ein sogenannter Badezug von Zürich nach dem Thermalbad Zurzach. Dazu wurde jeweils am Morgen die Schlusseinheit eines von Rapperswil kommenden Zuges verwendet, sodass eine direkte Verbindung 'Rapperswil – Meilen – Zürich – Oerlikon – Bülach – Zurzach' entstand.
Zuletzt verkehrten die RABDe 510 hauptsächlich auf der Linie S16 der S-Bahn Zürich. Ursprünglich für einen Betrieb bis 2014 vorgesehen, wurde Mitte 2008 mit fortschreitender Inbetriebnahme der RABe 514 «DTZ» beschlossen, die «Mirage» per Fahrplanwechsel aus dem Regeldienst zu nehmen. Fünf Tage vor Fahrplanwechsel wurde am Morgen des 9. Dezembers im Hauptbahnhof die letzte Regelleistung einer Mirage auf der S16 in Szene gesetzt und somit die Fahrzeugserie vom stellvertretenden Direktor des ZVV sowie dem Leiter Regionalverkehr Zürich der SBB in den Ruhestand verabschiedet. Verblieben die Fahrzeuge in den ersten Wochen als Notreserve für allfällige Fahrzeugengpässe, wurden sie über die folgenden Monate bis Mitte 2010 sukzessive dem Abbruch zugeführt.
Zurückgeführt wird das zuletzt unerwartet schnelle Ende der Mirage insbesondere auf die Kritik an den schmalen Einstiegstüren und den konventionell mit Abteiltüren unterteilten Innenräumen. Die resultierenden langsamen Passagierwechsel liefen der Anforderung nach kurzen Aufenthaltszeiten im S-Bahn-Betrieb zuwider. Rund zehn Jahre später belegten Computersimulationen, dass die Dauer des Fahrgastwechsels an den Stationen und nicht das Beschleunigungsvermögen der Fahrzeuge das wichtigste Kriterium für eine kurze Reisezeit ist.

## Bilder

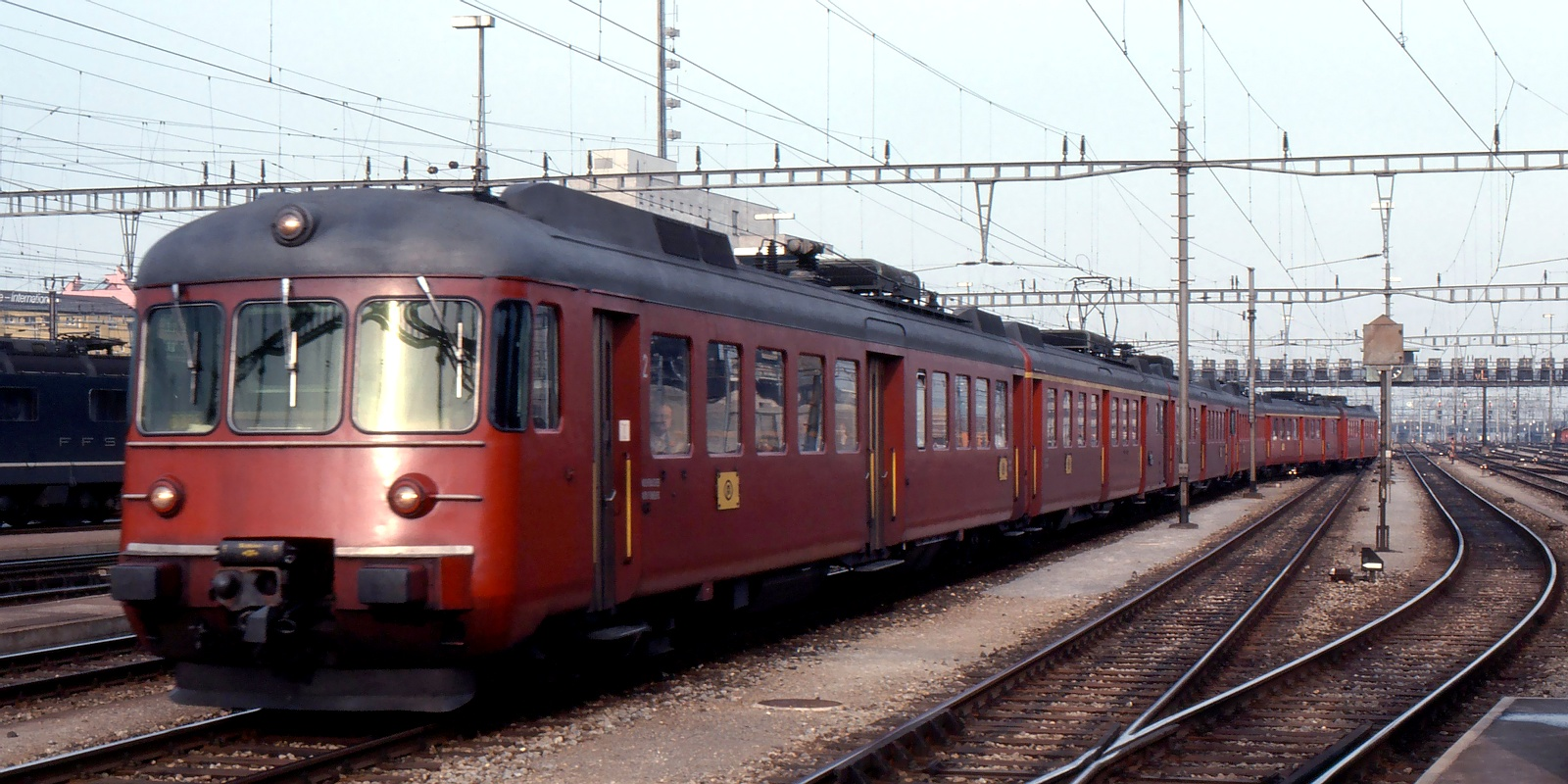
Zwei Mirages im Originalzustand, Zürich HB, 1985
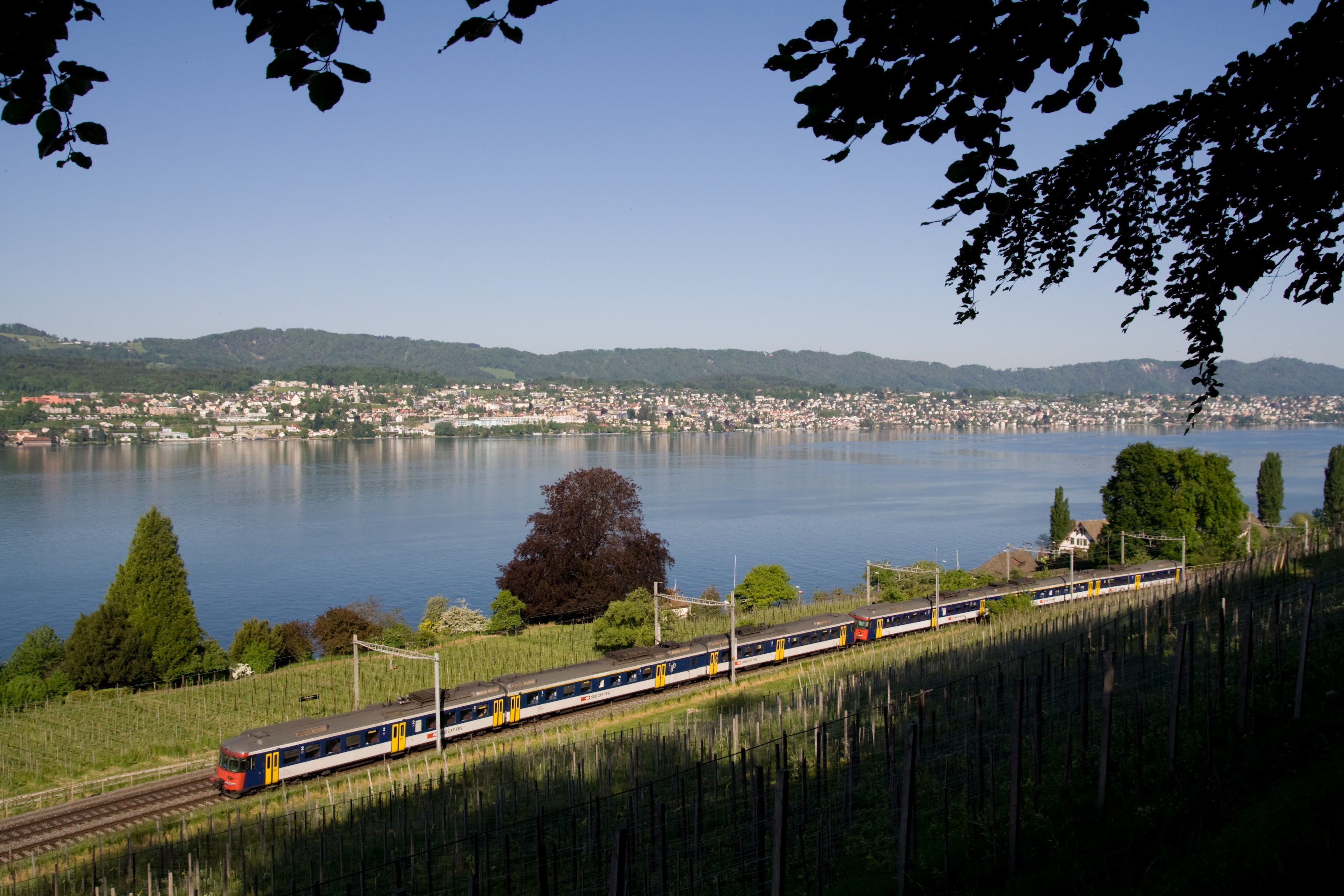
Zwei modernisierte Mirages knapp 40 Jahre nach ihrer Inbetriebnahme in ihrem ursprünglichen Territorium, der Goldküste
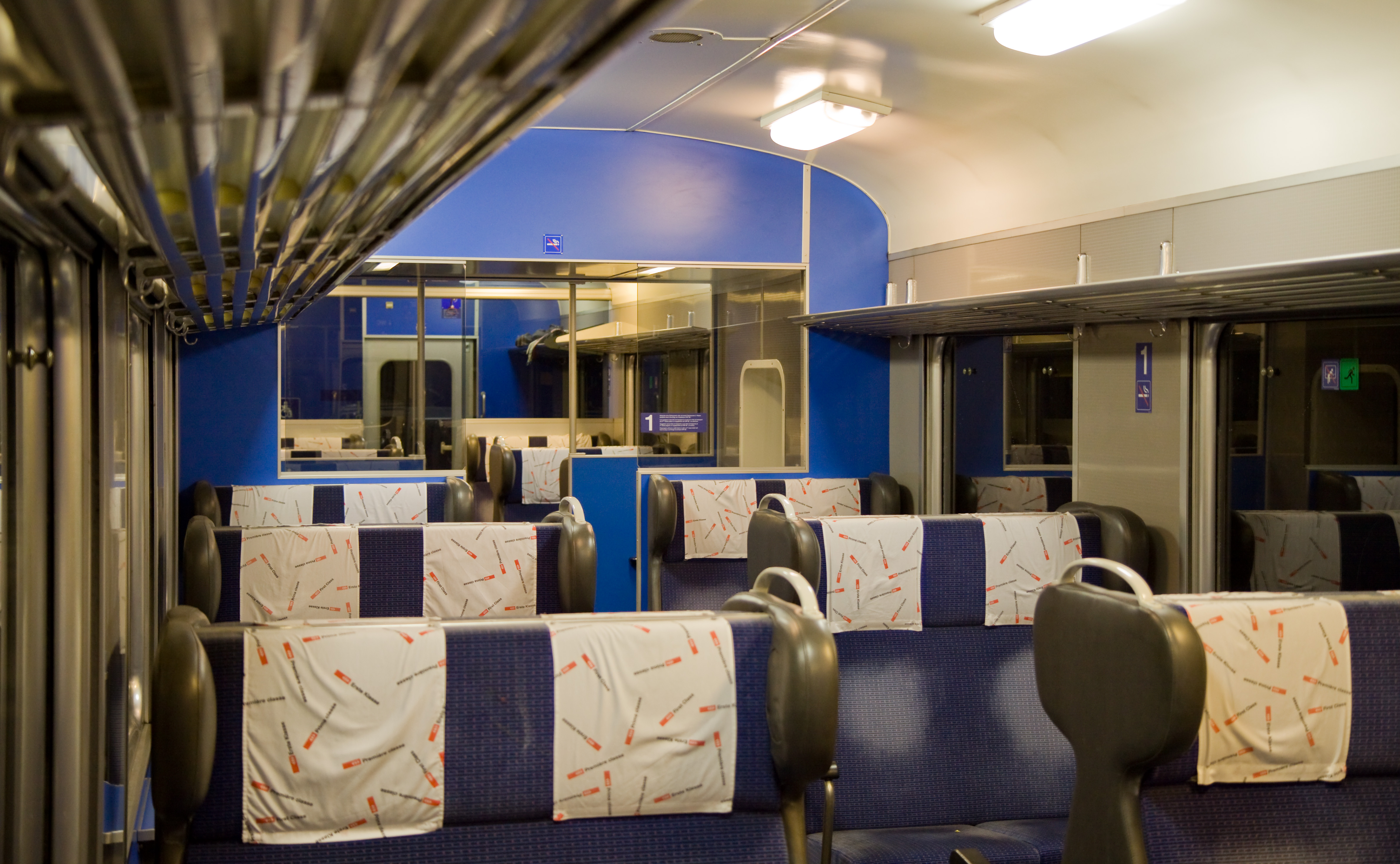
Innenausstattung der ersten Klasse nach dem Umbau Ende der 1990er Jahre
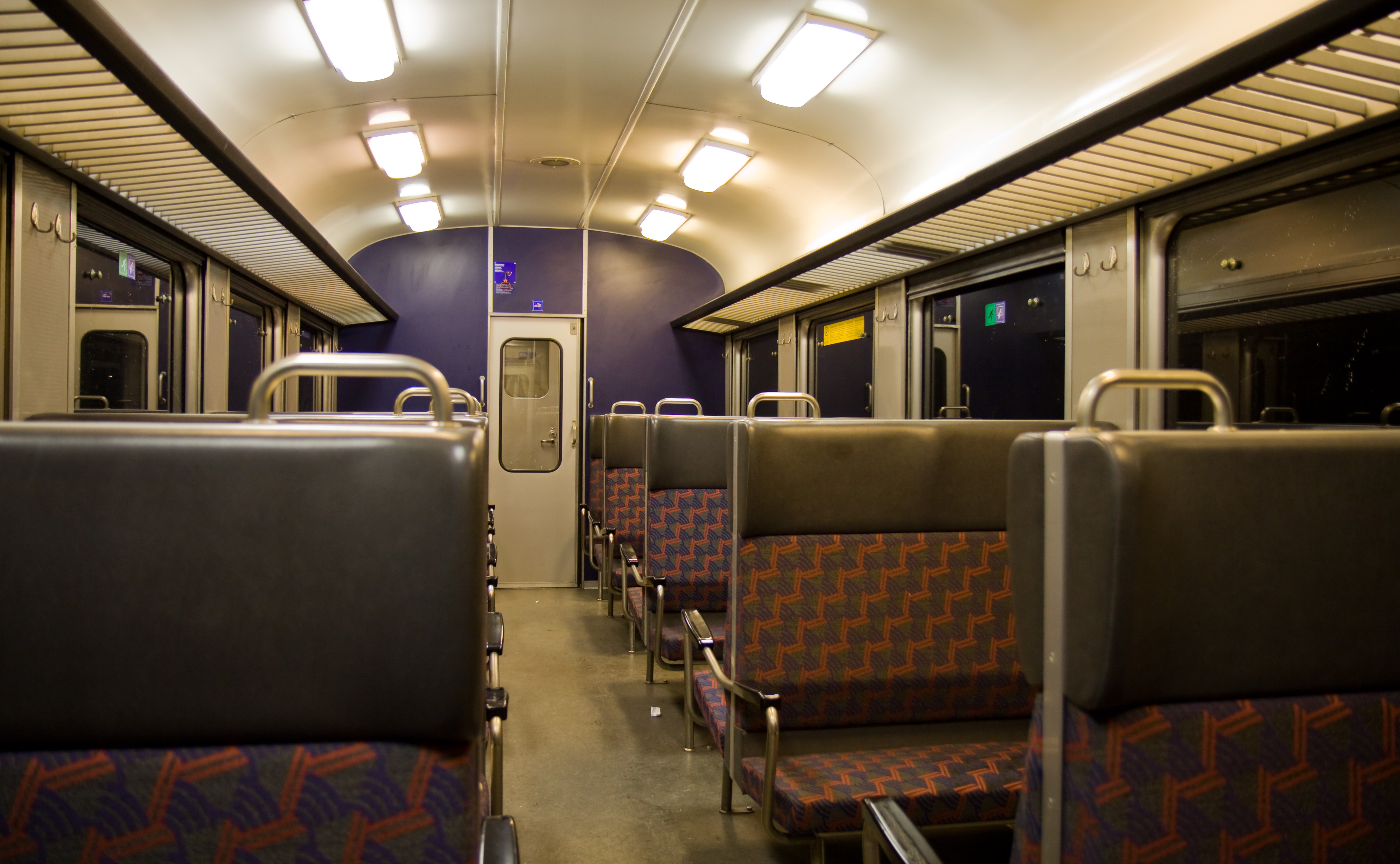
Innenausstattung der zweiten Klasse nach dem Umbau Ende der 1990er Jahre
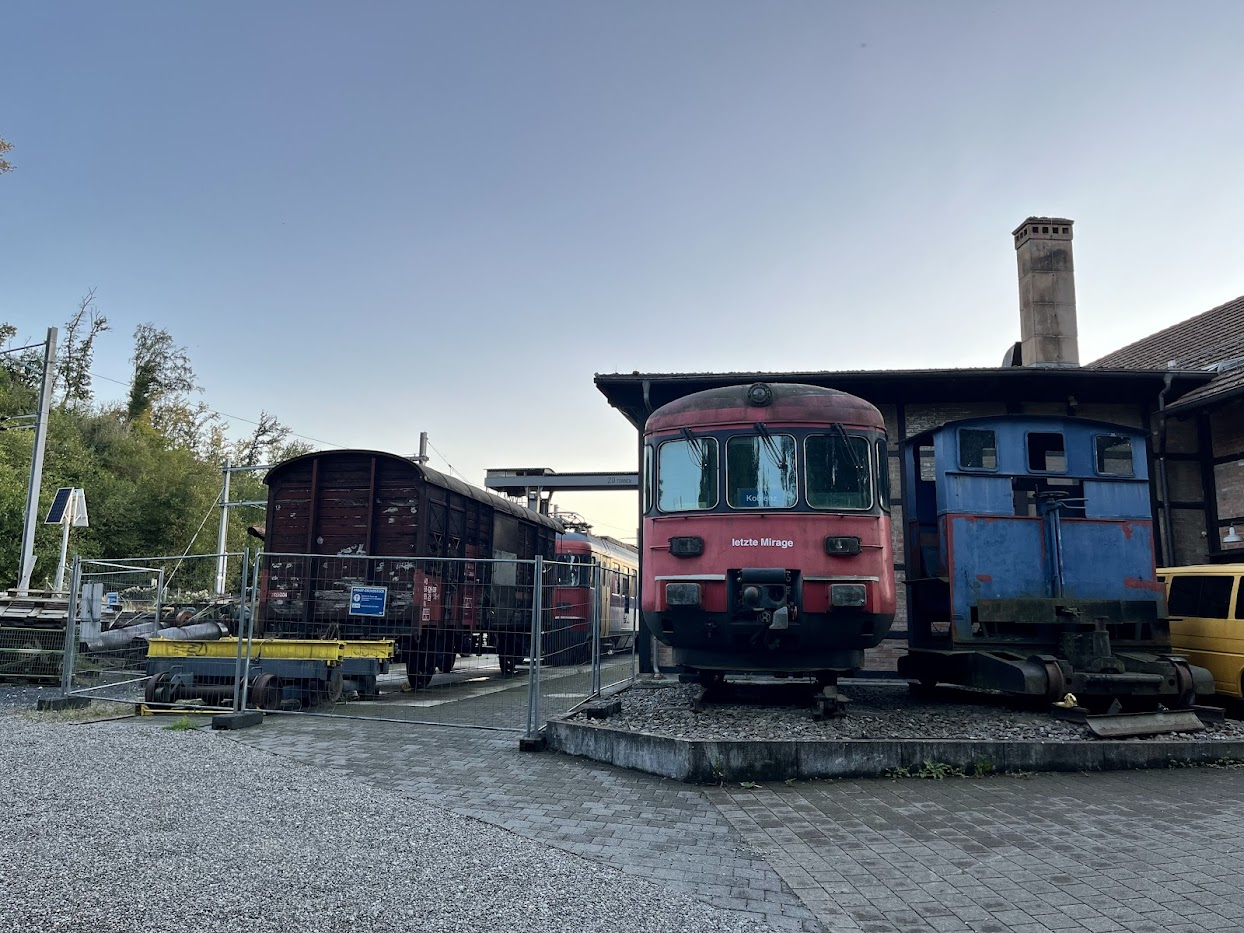
Front der letzten Komposition vor dem alten Lokdepot Koblenz